# Équipes du tournoi masculin de volley-ball aux Jeux olympiques d'été de 2012

## Allemagne
Entraîneur :  Vital Heynen ; entraîneur-adjoint :  Stefan Hübner

## Argentine
Entraîneur :  Javier Weber ; entraîneur-adjoint :  Juan Manuel Barrial

## Australie
Entraîneur :  Jon Uriarte ; entraîneur-adjoint :  Daniel Ilott 

## Brésil
Entraîneur :  Bernardo Rezende ; entraîneur-adjoint :  Roberley Leonaldo

## Bulgarie
Entraîneur :  Nayden Naydenov ; entraîneur-adjoint :  Camilo Placi

## États-Unis
Entraîneur :  Alan Knipe ; entraîneur-adjoint :  John Speraw

## Grande-Bretagne
Entraîneur :  Harry Brokking ; entraîneur-adjoint :  Joel Banks

## Italie
Entraîneur :  Mauro Berruto ; entraîneur-adjoint :  Andrea Brogioni

## Pologne
Entraîneur :  Andrea Anastasi ; entraîneur-adjoint :  Andrea Gardini

## Russie
Entraîneur :  Vladimir Alekno ; entraîneur-adjoint :  Sergio Busato

## Serbie
Entraîneur :  Igor Kolaković ; entraîneur-adjoint :  Željko Bulatović

## Tunisie
Entraîneur :  Fethi Mkaouer ; entraîneur-adjoint :  Riadh Hedhili